# Witryk
Witryk – osoba świecka współzarządzająca majątkiem kościoła lokalnego i troszcząca się o jego utrzymanie i bieżące potrzeby.
Instytucja witryków tzw. vitrici była wprowadzona w średniowieczu i skodyfikowana przez statuty arcybiskupa Mikołaja Trąby w 1420 roku. Jego wyboru, najczęściej w liczbie dwóch dokonywali wspólnie pleban, patron kościoła oraz starszyzna parafialna spośród osób godnych zaufania. Witryk był więc przedstawicielem parafian.